# جيفري ن. كوكس
جيفري ن. كوكس (بالإنجليزية: Jeffrey N. Cox)‏ هو أكاديمي أمريكي، ولد في 3 يونيو 1954 في الولايات المتحدة.